# Chińska Rada Promocji Handlu Zagranicznego

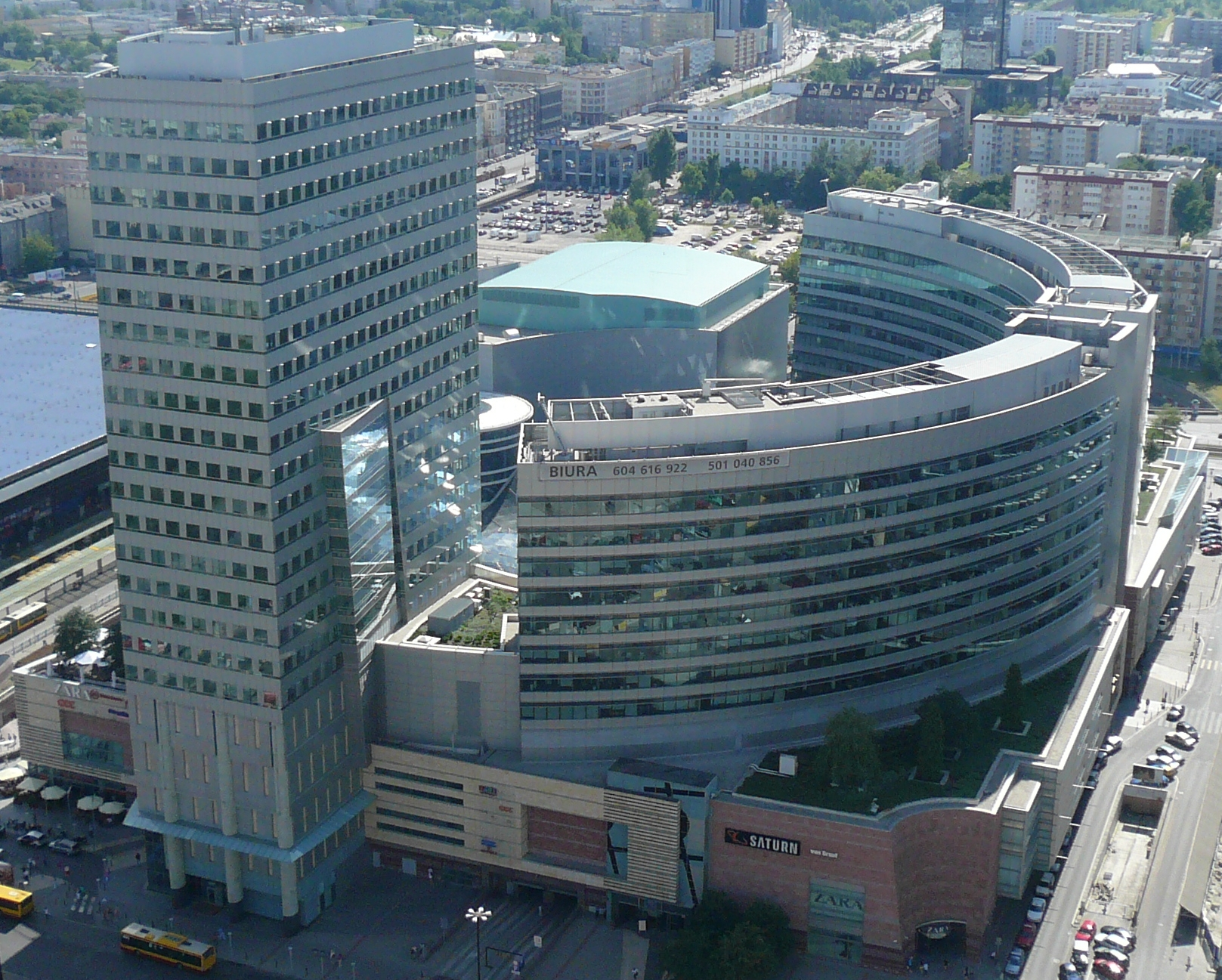
b. siedziba przedstawicielstwa Chińskiej Rady Promocji Handlu Zagranicznego w Warszawie w Złotych Tarasach (2016-2017)

Chińska Rada Promocji Handlu Zagranicznego, 中国国际贸易促进委员会, China Council for the Promotion of International Trade – rada pełni rolę agencji rozwoju handlu zagranicznego, utworzoną w 1952. Od 1988 pełni też rolę/używa nazwy Chińskiej Izby Handlu Zagranicznego (China Chamber of International Commerce - CCOIC, 中国国际商会). W kraju koordynuje pracą 50 izb terytorialnych oraz 21 branżowych. Utrzymuje też sieć 19 przedstawicielstw zagranicznych, od 2016 również w Warszawie. Przedstawicielstwo mieściło się przy ul. Złotej 59 (2016-2017), obecnie przy ul. Królewskiej 18 (2017-).

## Schemat organizacyjny
Rada składa się z kilkudziesięciu wewnętrznych i zewnętrznych komórek organizacyjnych, m.in. z
- Korporacja Chińskich Centrów Wystaw Zagranicznych (China International Exhibition Center Group Corporation - CIEC)
- Biuro Patentów i Marek Handlowych (Patent and Trademark Law Office)
- Chińska Komisja Arbitrażu Morskiego (China Maritime Arbitration Commission - CMAC)
- Chińska Komisja Gospodarki Międzynarodowej i Arbitrażu Handlowego (The China International Economic and Trade Arbitration Commission - CIETAC)